# Booze & Glory
Booze & Glory ist eine britische Oi!-Band aus London, die 2009 gegründet wurde.

## Bandgeschichte
Booze & Glory wurde 2009 von Mark (Gesang), Liam (Gitarre), Bartez (Bass) und Mario (Schlagzeug) in London gegründet. Bartez und Mario stammten ursprünglich aus Polen und waren bereits in der dortigen Oi!-Szene unterwegs. Ebenfalls stammt der Frontmann Mark ursprünglich aus der polnischen Stadt Sosnowitz. 2010 erschien ihr Debütalbum Always on the Wrong Side über 84 Records. Es folgten zwei Split-EPs, eine mit den Harrington Saints und die zweite mit der englischen Band The Warriors. 2011 folgte das zweite Album Trouble Free. Anschließend erschienen mehrere EPs sowie eine Singles Collection mit dem Lied London Skinhead Crew. Zu letzterem wurde ein Video gedreht, das bei YouTube etwa 16 Millionen Mal angeklickt wurde und den bis dahin größten Erfolg für die Band darstellte.
2013 verließen Bartez und Mario die Band aus familiären Gründen. Als Ersatz wurde der schwedische Schlagzeuger T. Cliché (The Clichés, Clockwork Crew) und Bubbles in die Band geholt. 2014 wurde die Band von Step-1 Music unter Vertrag genommen und veröffentlichte dort ihr Album As Bold As Brass. 2017 erschien das Album Chapter IV, 2019 Hurricane.

## Musikstil und Texte
Booze & Glory spielen geradlinigen britischen Oi! mit vielen Singalongs und eingängigen Rhythmen. Textlich bedient man die komplette Palette britischer Themen, von Working Class über Alkoholkonsum bis hin zur Selbstbeschreibung der Londoner Skinhead-Szene. Die Texte drücken einen gewissen Patriotismus gegenüber England, Stolz auf London und ihren Fußballverein West Ham United aus. Die Band legt jedoch Wert darauf, aus verschiedenen Nationalitäten zu bestehen und positioniert sich klar gegen die rechte Skinhead-Szene. Dabei geriert sie sich aber ansonsten als unpolitisch.

## Galerie

Booze & Glory, aktuelle Besetzung live auf dem With Full Force 2018
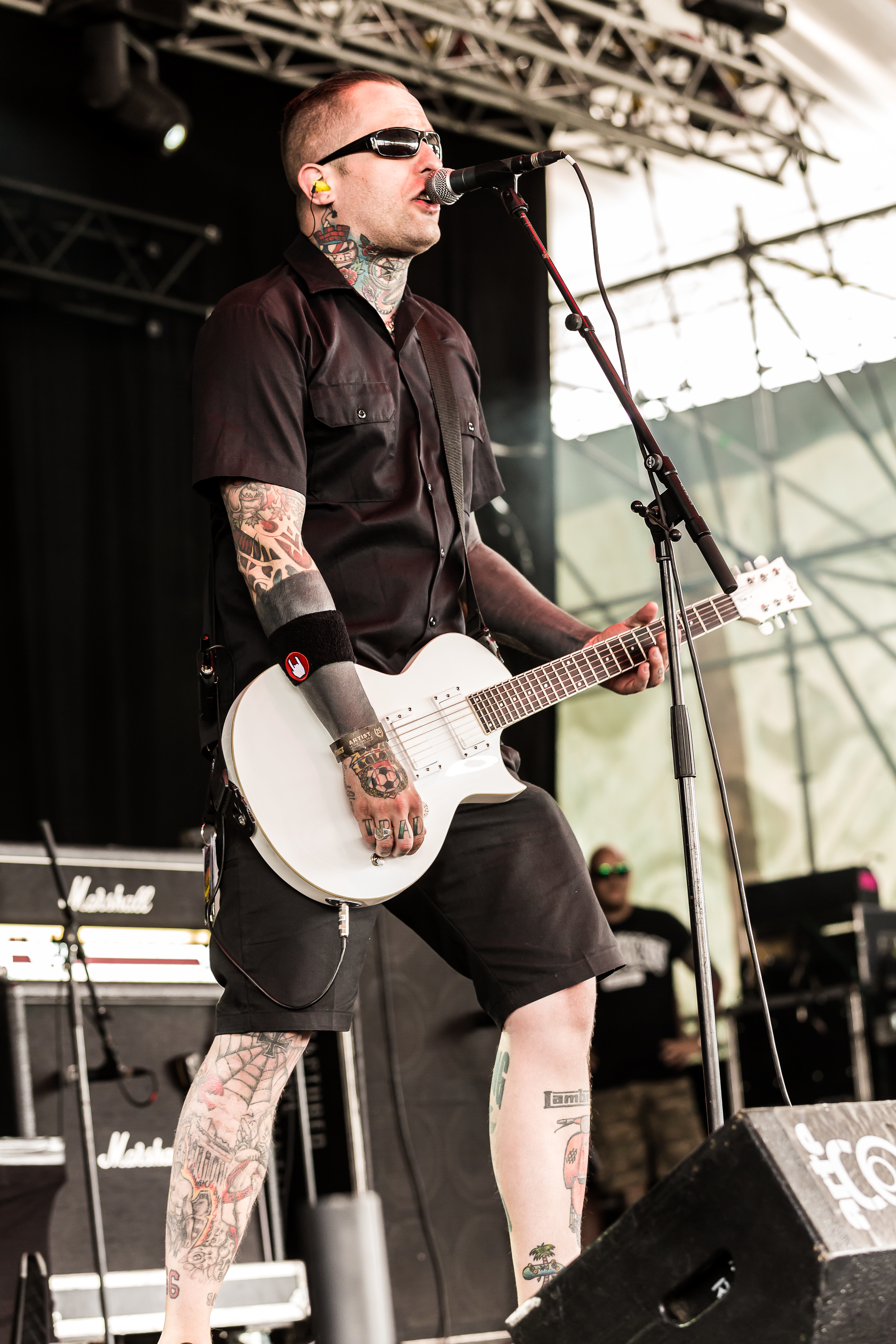
Sänger Mark
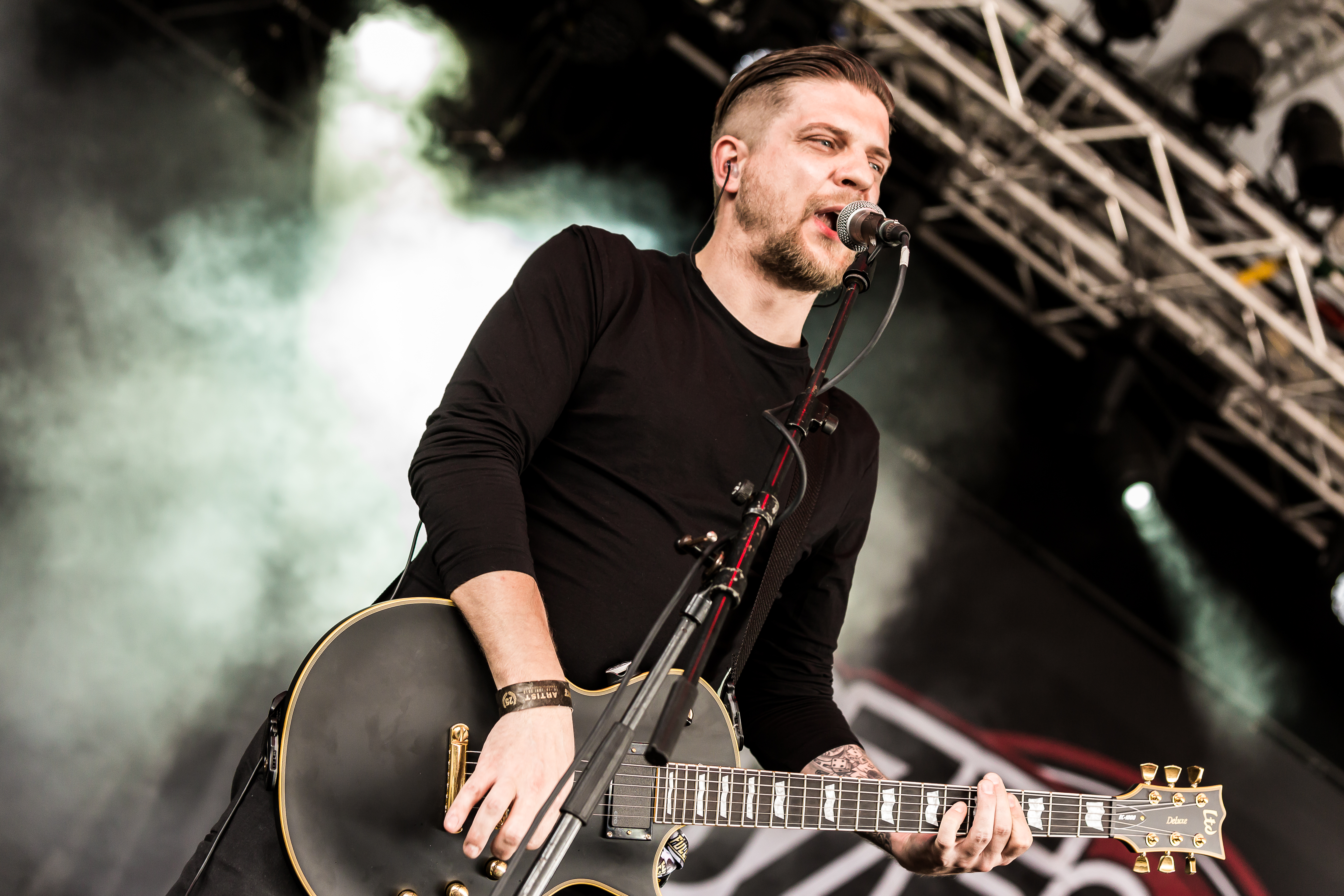
Gitarrist Kahan
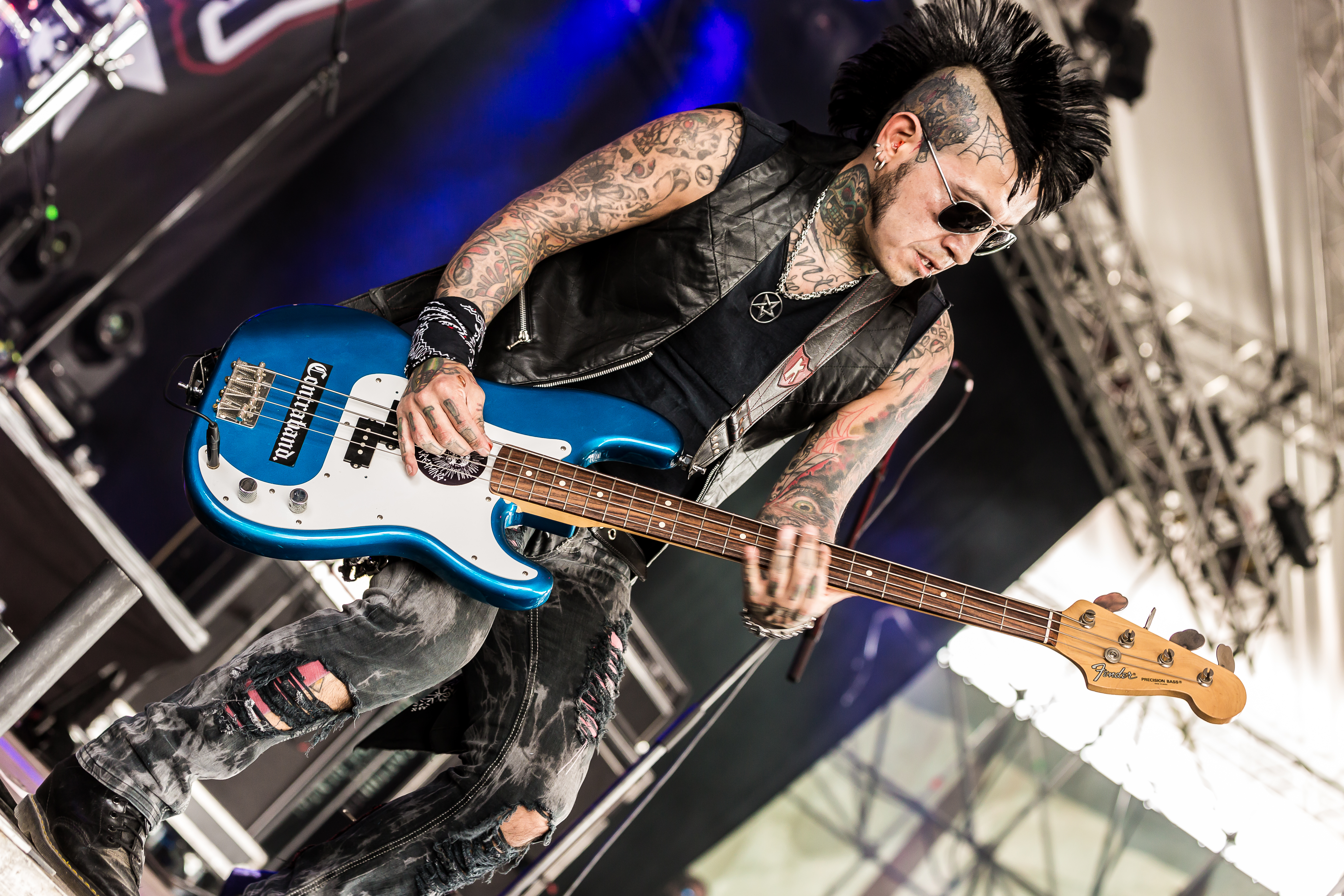
Bassist Chema
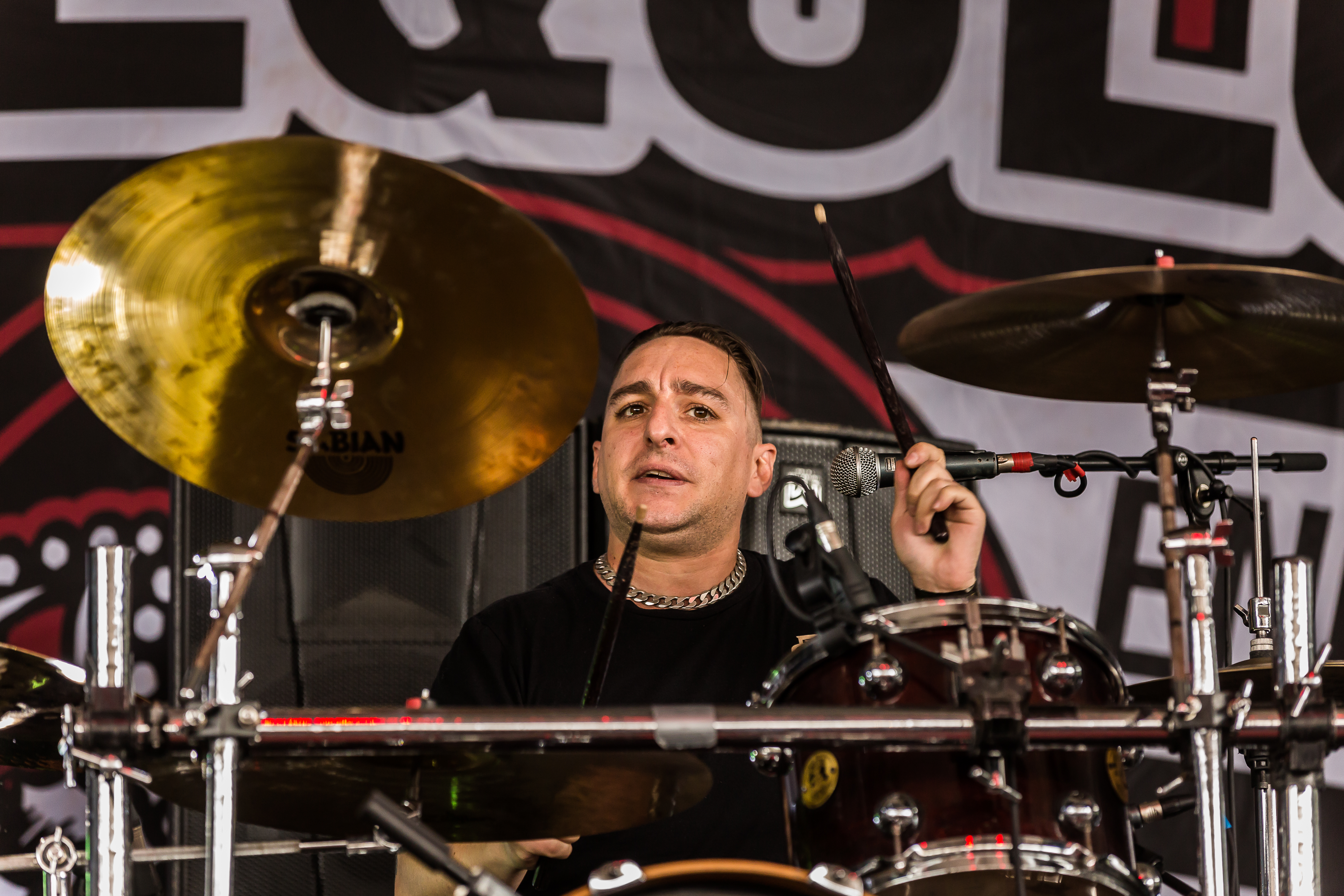
Schlagzeuger Frank

## Diskografie

### Alben
- 2010: Always on the Wrong Side (84 Records)
- 2011: Trouble Free (84 Records)
- 2014: As Bold As Brass (Step-1 Music)
- 2017: Chapter IV
- 2019: Hurricane

### Kompilationen
- 2012: Oi! Ain’t Dead (Split-CD mit Old Firm Casuals, Razorbalde und The Corps, Rebellion Records)
- 2013: London Skinhead Crew (Singles Collection) (Step-1 Music)

### EPs und Singles
- 2010: Bruce Roehrs Memorial (Split-EP mit Harrington Saints, Pirates Press Records)
- 2010: England (Split-EP mit The Warriors, Randale Records)
- 2012: …On the Booze! (Split-EP mit On the Job, Contra Records)
- 2012: Oi! The Super Heroes (Split-EP mit Agent Bulldogg, Gimp Fist und The Sandals, Bad Look Records)
- 2012: Back Where We Belong (Feat. Micky Fitz, 7’’, Step-1 Music)
- 2017:  The Reggae Session Vol. 1 (mit Vespa & The Londonians, Contra Records)